# Лейшинг, Леонард
Ле́онард Джон Ле́йшинг (англ. Leonard John Leisching; 11 сентября 1934) — южноафриканский боксёр полулёгкой весовой категории, выступал за сборную ЮАР в 1950-х годах. Бронзовый призёр летних Олимпийских игр в Хельсинки, чемпион Игр Содружества, участник многих международных турниров и матчевых встреч.

## Биография
Леонард Лейшинг родился 11 сентября 1934 года. Благодаря череде удачных выступлений удостоился права защищать честь страны на летних Олимпийских играх 1952 года в Хельсинки — сумел дойти здесь до стадии полуфиналов программы полулёгкого веса, после чего раздельным решением судей проиграл чехословаку Яну Захаре, который в итоге и стал олимпийским чемпионом.
Получив бронзовую олимпийскую медаль, Лейшинг продолжил выходить на ринг в составе национальной сборной ЮАР, принимая участие во всех крупнейших международных турнирах. Так, в 1954 году он побывал на Играх Британской империи и Содружества наций, где одолел всех своих соперников и завоевал золотую медаль. Два года спустя прошёл квалификацию на Олимпийские игры 1956 года в Мельбурн, однако в первом же матче этого олимпийского турнира по очкам проиграл поляку Хенрику Недзведскому, будущему бронзовому призёру Олимпиады. Вскоре после этих соревнований Леонард Лейшинг принял решение завершить карьеру спортсмена, уступив место в сборной молодым южноафриканским боксёрам. В отличие от большинства своих соотечественников, он не стал переходить в профессионалы.